# 콧수염

30일 간 성장하는 콧수염의 타임 랩스 애니메이션.

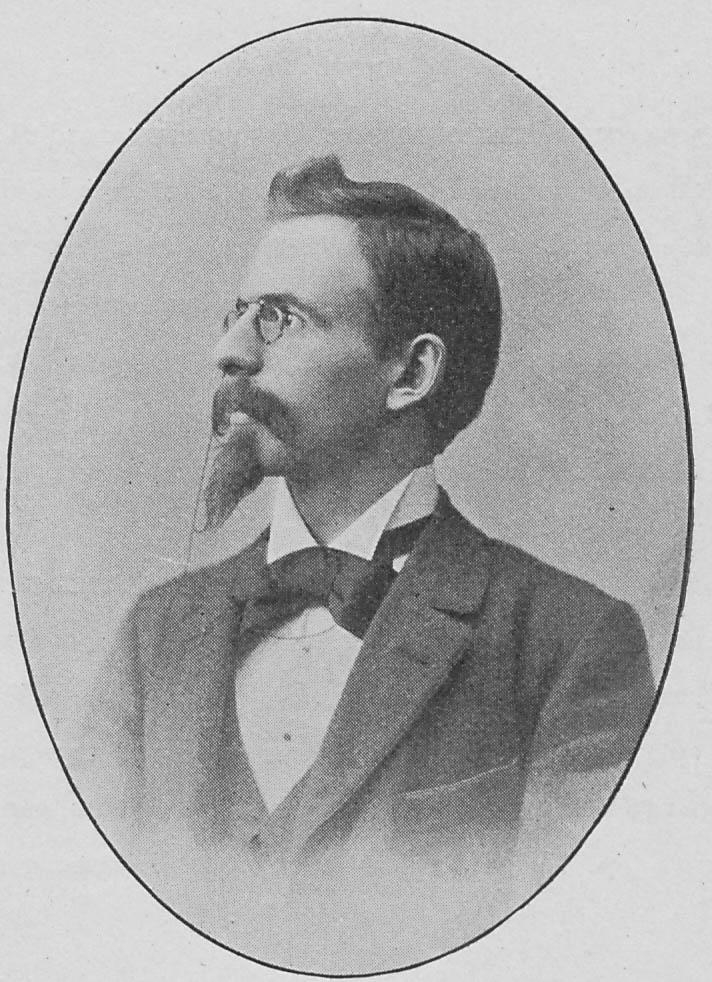
음악가 안톤 H. 티리(Anton H. Tierie). 턱에도 수염을 길렀다.

콧수염은 수염 중 윗입술의 바로 위에 자라는 것을 가리킨다. 통상적으로 볼 때 콧수염은 보통 코털과 혼동되는 것이 간혹 있으며, 콧수염은 코털과 달리 핀셋으로 뽑을 경우 제약이 없는 대신, 따갑게 느끼는 경우도 있다. 다만 콧수염도 물론 자주 뽑게 되면 코의 밑에 형성되어 있는 구멍에 혈액이 사출될 수도 있다. 그리고 억지로 뽑게 되는 털은 기존에 보호되어 있는 보호막까지 같이 빠져나갈 수도 있다. 보호막과 같이 빠져나가게 되면 콧수염이 나온 부위는 구멍이 커져서 피가 일시적으로 흐르게 되는 등 밴드, 파스 등을 부착해야 하는 부작용이 생길 수도 있다.

## 같이 보기
- 턱수염
- 구레나룻